# كرنفال في دشرة (فلم)
كرنفال في دشرة هو فيلم جزائري كوميدي، تم إنتاجه في سنة 1994. تم تصويره بالكامل في مدينة بسكرة، يميز الفيلم لغة شعبية (الدارجة).
الفيلم من بطولة عثمان عريوات،مصطفى هيمون، صالح أوقروت ولخضر بوخرص وإخراج محمد وقاسي.

## ملخص الفيلم
مخلوف البومباردي يقوم بترشيح نفسه لكي يصبح رئيس بلدية «دشرة» أي رئيس المجلس الشعبي البلدي. يستعين بالمساعدة من طرف شخصيات جد غريبة، وينظم حملة كبيرة لنيل البلدية بشراء الضمائر والنفوس.
بعد فوزه يقوم بتنظيم مهرجان قرطاج،

## الأدوار
- عثمان عريوات: سي مخلوف
- صالح أوقروت: الحاج إبراهيم
- لخضر بوخرص: العلوش
- مصطفى هيمون: عيسى العكلي
- حميدة خيضر: سي بنونة
- حميد عاشوري: المبروك
- عتيقة طوبال: المرأة القصيرة

## روابط خارجية
- مقالات تستعمل روابط فنية بلا صلة مع ويكي بيانات